# 琥珀の魔法
「琥珀の魔法」（こはくのまほう）は、1993年10月 - 11月にNHK『みんなのうた』で放送された楽曲である。作詞・作曲・歌：EPO。

## 概要
ラテン風のリズムを使い、コーヒーをイメージした楽曲である。歌を担当したEPOは1987年8月・9月放送の「バナナ村に雨がふる」以来、同番組2回目の起用となり、この楽曲では自ら作詞作曲も担当している。
放送の際に使用されたアニメーション映像の製作は前田昭が手掛けた。初回から2年後の再放送ではアニメーションが2ヶ所変更され、1番の「召しませ　香りの魔法」のシーンで少年と犬が畑を耕す場面がコーヒーの実の入ったかごを持って踊る女性に、2番の「豆の粒もこぼれそうに うかれて」のシーンで何も持っていなかった少女がコーヒーの実の入ったかごを持つようにそれぞれ変更された。